# 다니가미역
다니가미역(일본어: 谷上駅)은 일본 효고현 고베시 기타구에 있는 호쿠신 급행 전철과 고베 전철의 역이다. 해발 244m에 위치하고 있다.
역 번호는 호쿠신 급행 전철이 S01, 고베 전철이 KB10이다. 업무는 호쿠신 급행 전철의 사원이 소유하고 공동사용역이지만 역에 게시된 시각표 등 고베 전철의 양식을 적용한 안내 시설도 많다. 또한, 호쿠신 급행 전철의 등기상의 본점 소재지이기도 하다.

## 역사
- 1928년 11월 28일: 고베 아리마 전기철도 미나토가와 ~ 전철 아리마(현, 아리마 온천)간 개업했을 때 설치함.
- 1947년 1월 9일: 미키 전기철도와의 합병으로, 고아리미키 전기철도(현, 고베 전철)의 역이 됨.
- 1988년
  - 3월 27일: 고베 전철의 역 이설. 고가화.
  - 4월 2일: 호쿠신 급행 전철 호쿠신 선 개업. 호쿠신 급행 전철의 역이 영업 개시.
- 1995년
  - 1월 17일: 한신 대지진으로 피해로 불통.
  - 1월 18일: 호쿠신 급행 전철의 역 영업 재개.
  - 1월 19일: 고베 전철의 역 영업 재개.
- 2001년 6월 23일: 환승 플랫폼 사용 개시.
- 2017년 3월 1일: 액정 디스플레이 안내판 설치.

## 역 구조
지상 1층에 대합실과 개찰구가 있고, 지상 2층에 승강장이 있는 고가역이다.
지상 2층의 승강장은 섬식 승강장 3면 5선으로 북측 3선이 고베 전철 아리마 선, 남쪽 2선이 호쿠신 급행 전철 호쿠신 선의 발착 승강장이다. 승강장 유효 길이는 6량이다. 아리마 선은 통상 4량 및 3량만 입선이지만, 지진 재해 직후로는 스즈란다이 방향으로 5량 연결 차량의 반환점이 있었다.
북쪽 승강장(1,2번 승강장)은 고베 전철 아리마 선용 승강장이고 중앙 승강장(3,4번 승강장)은 고베 전철 아리마 선에 호쿠신 급행 전철 호쿠신 선과 공용 플랫폼이고, 남쪽 승강장(5,6번 승강장)은 호쿠신 급행 전철 호쿠신 선용 플랫폼이다. 중앙 승강장은 고베 전철 아리마 선과 호쿠신 급행 전철 호쿠신 선의 열차들이 동일 평면에서 환승할 수 있는 구조로 되어 있다. 주간 시간대에는 두 노선으로도 이 중앙의 승강장만 사용하고 있어서 아리마 선은 상하행선에서 동일한 선로(3번 승강장)를 사용하는 형태가 된다.
과거의 역 구조는 섬식 승강장 3면 6선으로 1,2번 승강장이 아리마 선 하행, 3,4번 승강장이 아리마 선 상행, 5,6번 승강장이 호쿠신 급행용이다. 역이 현재위치로 이전했을 당초에는 담뱃대 방지 때문에 이런 구조로 지어졌고 지상 1층에는 중간 개찰구가 존재하였지만 스루토KANSAI의 도입으로 그 필요성이 사라진 이유로 나중에는 폐지되면서 현재의 모습이 갖춰졌다.
또한, 아리마 선이 협궤, 호쿠신 선이 표준궤로 아리마 선의 선로에 호쿠신 선의 차량이 입선할 수 없다.

### 승강장
| 번선 | 노선        | 방향                                                     | 행선                                                  | 비고                                                       |
| ---- | ----------- | -------------------------------------------------------- | ----------------------------------------------------- | ---------------------------------------------------------- |
| 1・2 | ■ 아리마 선 | 하행                                                     | 아리마구치・아리마온센・요코야마・산다 방면           | 평일 새벽 및 아침 저녁 출퇴근 시간대와 토,휴일 조조만 사용 |
| 3    | ■ 아리마 선 | 하행                                                     | 아리마구치・아리마온센・요코야마・산다 방면           | 평일 낮 시간대 및 야간과 토,휴일 아침 이후에 발착          |
| 3    | ■ 아리마 선 | 상행                                                     | 스즈란다이・미나토가와・신카이치 방면                 |                                                            |
| 4    | ■ 호쿠신 선 |                                                          | 신코베・산노미야・묘다니・가쿠엔토시・세이신추오 방면 |                                                            |
| 5    | ■ 호쿠신 선 | 4번 정류장과 선로 공용, 낮 시간대 이외에 두 문 취급 실시 | 신코베・산노미야・묘다니・가쿠엔토시・세이신추오 방면 |                                                            |
| 6    | ■ 호쿠신 선 | 일부 시간대만 운행                                       | 신코베・산노미야・묘다니・가쿠엔토시・세이신추오 방면 |                                                            |

## 이용 현황
고베 통계 보고서에 따르면,
- 고베 전철 다니가미 역의 2015년도 1일 승차 인원은 약 891명이다.
- 호쿠신 급행 전철 다니가미 역의 헤세이 2015년도 1일 승차 인원은 약 12,475명이다 (고베 전철과의 상호 이용 포함).
- 총 이용객은 13,366명으로 고베 전철에서 1위이다.

## 역 주변
- 택시 승강장
- 다니가미 차량기지
- 고베 시립 다니가미 초등학교
- 효고 지방도로 15 호 고베 미타 (아리마 가도)
- 신테쓰 식채관 (고가시타, 개찰구 앞에 있음)
- 플랫폼 센터 코난 다니가미 역전점
- 다니가미 SH빌딩

## 사진

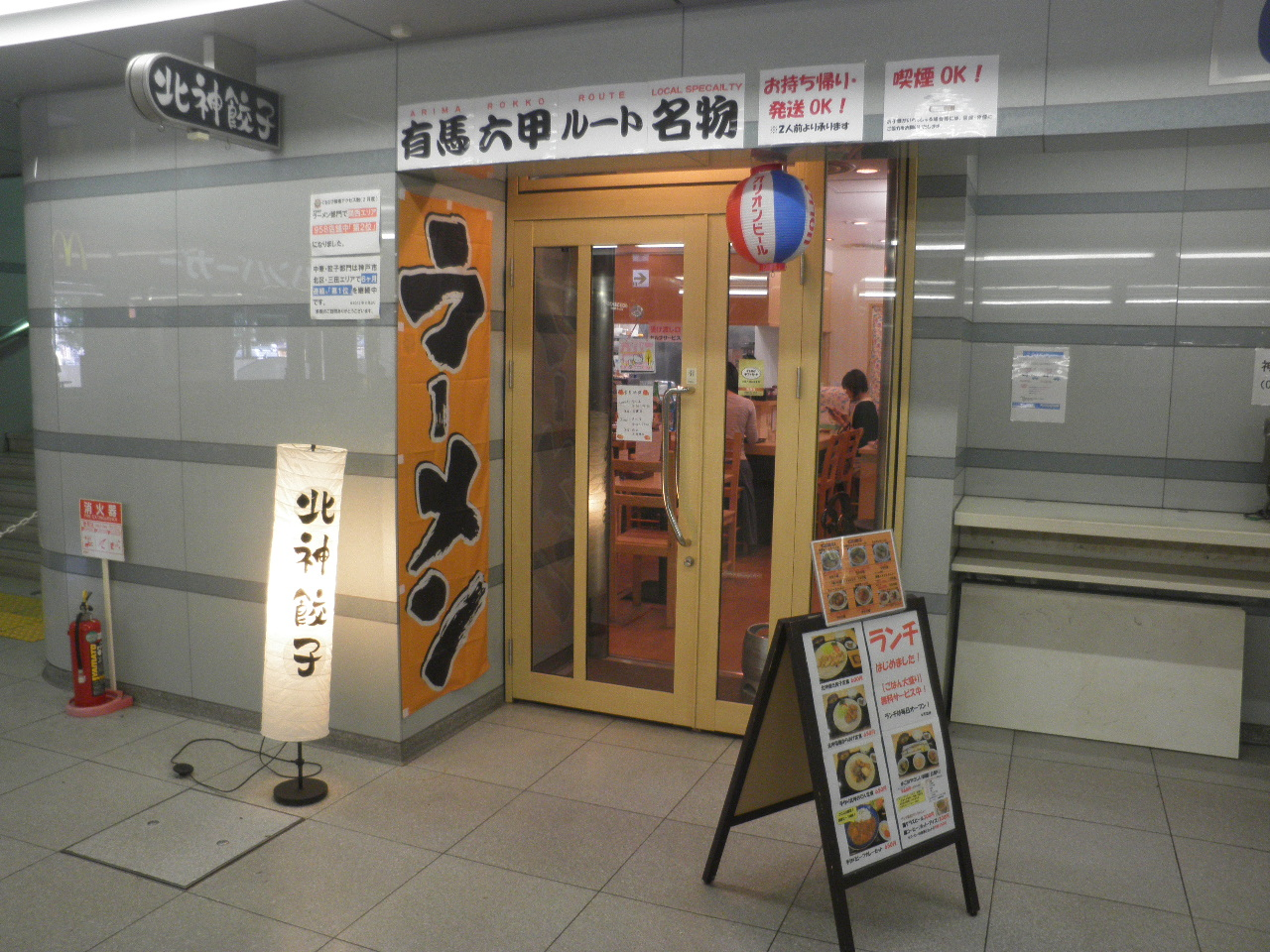
개찰구 내에 있는 호쿠신 만두
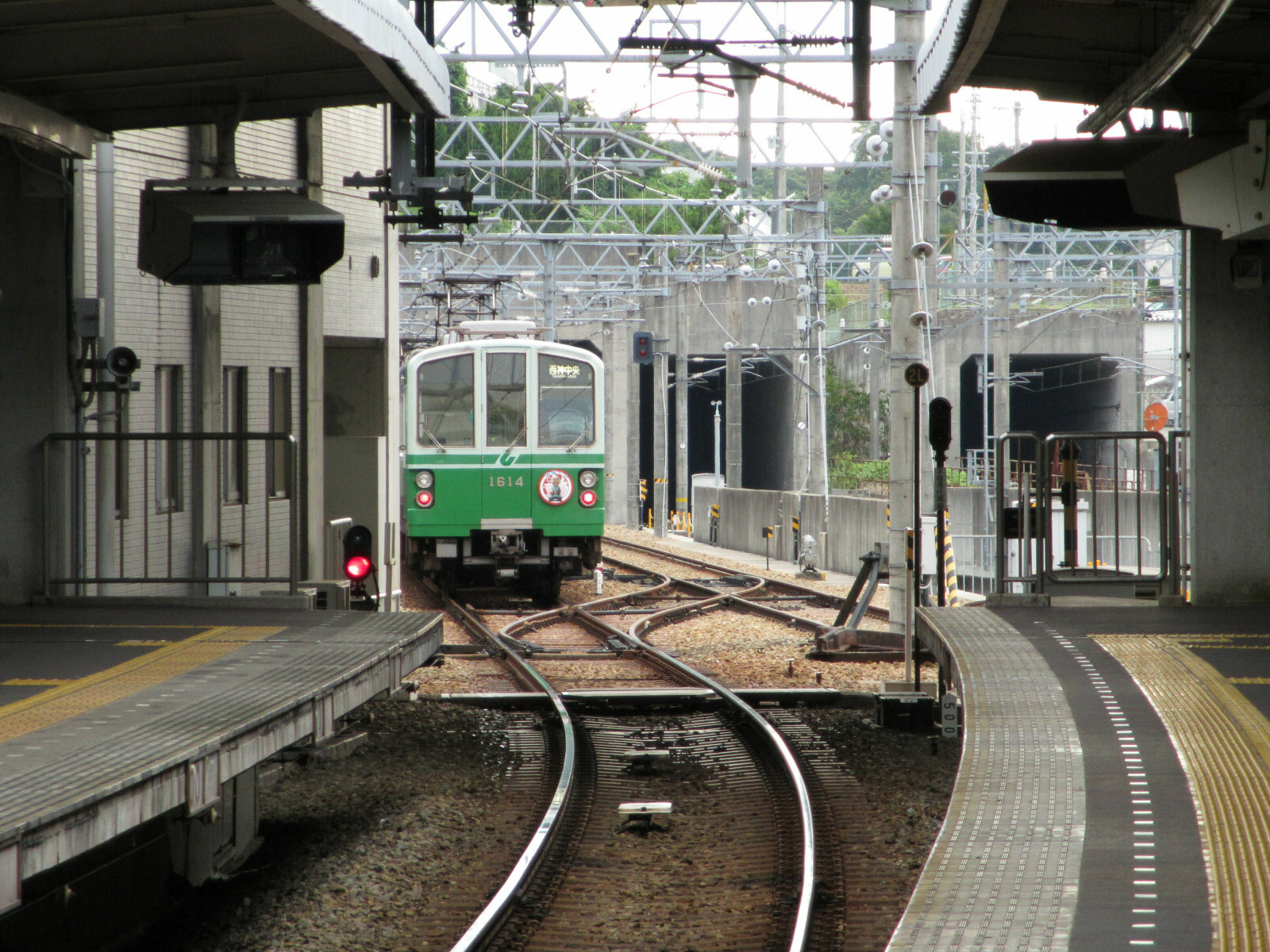
승강장 끝부분

## 인접역
| 호쿠신 급행 전철 ■ 호쿠신 선  | 호쿠신 급행 전철 ■ 호쿠신 선  | 호쿠신 급행 전철 ■ 호쿠신 선        |
| ----------------------------- | ----------------------------- | ----------------------------------- |
| 시·종착역                     |                               | S 02 신코베 세이신추오 방면         |
| 고베 전철 ■ 아리마 선         |                               |                                     |
| KB08 야마노마치 신카이치 방면 | ■ 특쾌속 (신카이치 행만 운전) | 오카바 KB22 산다 방면               |
| KB08 야마노마치 신카이치 방면 | ■ 급행                        | 오이케 KB12 산다 방면               |
| KB09 미노타니 신카이치 방면   | ■ 준급 ■ 보통                 | 하나야마 KB11 아리마온센, 산다 방면 |